# Domodossola FN
Domodossola FN – stacja  metra mediolańskiego linii M5. Znajduje się koło stacji kolejowej Milano Domodossola.
Budowa stacji rozpoczęła się w listopadzie 2010, w ramach drugiej części linii M5 z Garibaldi do stadionu San Siro, została otwarta w dniu 29 kwietnia 2015.
Jest stacją przelotową z peronem wyspowym. Ma tylko jedno wyjście przy via Domodossola.